# Miapetra Kumpula-Natri
Miapetra Kumpula-Natri (ur. 19 maja 1972 w Vaasie) – fińska polityk, posłanka do Eduskunty, deputowana do Parlamentu Europejskiego VIII i IX kadencji.

## Życiorys
W 1991 zdała egzamin maturalny, w 1995 uzyskała licencjat w instytucie technologicznym w rodzinnej miejscowości, po czym podjęła studia ekonomiczne na Uniwersytecie w Vaasie. W latach 1997–2000 pracowała fińskim Ruchu Europejskim, m.in. jako pełniąca obowiązki dyrektora zarządzającego. Następnie przez trzy lata zajmowała stanowisko specjalnego doradcy premiera Paava Lipponena.
W 2003 po raz pierwszy z ramienia Socjaldemokratycznej Partii Finlandii została wybrana do Eduskunty w okręgu wyborczym Vaasa. Z powodzeniem ubiegała się o reelekcję w 2007 i w 2011. Obejmowała szereg funkcji w różnych organizacjach społecznych i samorządowych, m.in. w latach 2007–2013 przewodniczyła fińskiej sekcji Ruchu Europejskiego. W wyborach w 2014 uzyskała mandat eurodeputowanej VIII kadencji z drugim wynikiem wyborczym wśród kandydatów socjaldemokratów (po Liisie Jaakonsaari). Z powodzeniem ubiegała się o reelekcję w 2019. W 2023 po raz kolejny uzyskała mandat posłanki do Eduskunty (zawiesiła jego wykonywanie do czasu zakończenia kadencji w PE w 2024).